# جزيرة مسنب (حجة)

تعديل مصدري - تعديل

جزيرة مسنب (البضيع) هي إحدى جزر مديرية ميدي التابعة لمحافظة حجة.